# Leslie Parkyn
Leslie Parkyn est un producteur de cinéma britannique né en 1918 et mort en 1983.

## Biographie
Il crée avec Julian Wintle la société de production Independent Artists.

## Filmographie (sélection)

### Cinéma
- 1952 : It Started in Paradise de Compton Bennett
- 1953 : Les Kidnappers (The Kidnappers) de Philip Leacock
- 1955 : La Femme pour Joe (The Woman for Joe) de George More O'Ferrall
- 1959 : L'Enquête de l'inspecteur Morgan (Blind Date) de Joseph Losey
- 1959 : Les Yeux du témoin (Tiger Bay) de J. Lee Thompson
- 1960 : Le Cirque des horreurs (Circus of Horrors) de Sidney Hayers
- 1962 : Les Femmes du général (Waltz of the Toreadors) de John Guillermin
- 1963 : Le Prix d'un homme (This Sporting Life) de Lindsay Anderson
- 1966 : On a volé la Joconde de Michel Deville

### Télévision
- 1963-1964 : The Human Jungle (26 épisodes)

## Distinctions

### Nominations
- BAFTA 1954 : British Academy Film Award du meilleur film britannique pour Les Yeux du témoin